# Osiedle Łukasiewicza (Płock)
Osiedle Łukasiewicza – jednostka pomocnicza gminy (osiedle) Płocka.
Osiedle administracyjne obejmuje osiedle mieszkaniowe zbudowane w latach 1970–1980 w technologii „wielkiej płyty” między ulicami Łukasiewicza, Gwardii Ludowej, Tysiąclecia i Bielską. Wielka płyta pochodziła z tymczasowej (początkowo) wytwórni, którą w 1970 roku ulokowano przy ulicy Rembielińskiego.
Budowę osiedla zaczynała Petrobudowa, a kończył Płocki Kombinat Budowlany. Jako pierwsze powstały bloki przy ulicy Łukasiewicza, ostatnie zaś przy ulicy Rembielińskiego w pobliżu tzw. Elektryczniaka. Osiedla Łukasiewicza i Tysiąclecia traktuje się często jako jedną całość i nazywa się je Wielką Płytą.
7 czerwca 1991 Płock odwiedził papież Jan Paweł II. Msza dla płocczan odbyła się na osiedlu Łukasiewicza między ulicami Batalionów Chłopskich i Gwardii Ludowej.

## Wybrane budynki
- Kościół pw. Matki Boskiej Częstochowskiej – Parafia św. Jadwigi Królowej – decyzja o założeniu parafii podjęta w 1981 r., tymczasowy kościół powstał w 1982, w latach 1985–1999 zbudowano docelową kościół jako dziękczynne wotum za wybór Karola Wojtyły na papieża. Ma on kształt bazylikowy. Jego kopuła ma średnicę 40 m, taką samą jak Bazylika św. Piotra na Watykanie.
- Filia Politechniki Warszawskiej w Płocku zbudowana w latach 70. przy ulicy Łukasiewicza. Główny Gmach Dydaktyczny Politechniki zrealizowano w latach 1971–1973.
- Stadion piłkarski Wisły Płock zbudowany w 1973. Architektami pierwszej wersji byli: Jacek Kwieciński i Janusz Mariański. Przed dożynkami w 1976 przebudowano trybuny, wybudowano pawilon recepcyjny oraz odnowy biologicznej według projektu Reginy Piechowicz.

## Komunikacja
- ul. Tysiąclecia – dojazd autobusami linii: 0, 2, 5, 7, 10, 15, 16, 19, 29, 32, N1
- ul. Łukasiewicza – dojazd autobusami linii: 7, 20, 33, 35
- ul. Batalionów Chłopskich – dojazd autobusami linii: 3, 4, 22, 24, N1

## Ludność
| Rok     | 2000   | 2004   | 2005   |
| Ludność | 15 000 | 13 900 | 13 790 |